# Psilolemma
Psilolemma là một chi thực vật có hoa trong họ Hòa thảo (Poaceae).

## Loài
Chi Psilolemma gồm các loài: